# Jince (stacja kolejowa)
Lochovice – stacja kolejowa w miejscowości Jince, w kraju środkowoczeskim, w Czechach. Znajduje się na linii kolejowej Zdice - Protivín. Położony jest na wysokości 390 m n.p.m.
Na stacji istnieje możliwość zakupu biletów i rezerwacji miejsc. 

## Linie kolejowe
- 200 Zdice - Protivín